# Державний музей історії Санкт-Петербурга
Державний музей історії Санкт-Петербурга (рос. Государственный музей истории Санкт-Петербурга) — сучасна (на початок 21 ст.) назва колишнього Музею Старого Петербурга.

## Заснування
Наприкінці 19 ст. в художніх колах Санкт-Петербурга запанували настрої ретроспективизму, пов'язані з активною діяльністю гуртка молоді навколо Олександра Бенуа, а згодом і художнього товариства Світ мистецтва, котре мало власний журнал з тою ж назвою. Петербургу як місту не дуже пощастило в 18 ст. з авторитетом, що відбилось в негативному ставленні до нової столиці спочатку з боку реакційно-консервативних кіл боярства і православної церкви, а згодом з боку революційно чи радикально налаштованих іноземних літераторів (Адам Міцкевич, Кюстрин) та діячів національно-визвольних рухів Польщі, Греції тощо.
Тим не менше єдине в Російській імперії місто європейського зразка було пишно забудовано і перетворилось на культурний, науковий, художній центр. Несприйняття міста як центру реакційної імперії й царату змінилось на терпляче, а згодом і як на культурний феномен, гідний вивчення, уваги і збереження, чого не було в попередні два століття його історії. Комплекс цих проблем і повинен був почати вирішувати музейний заклад, заснований 1907 року аматорським товариством петербурзьких художників, істориків і науковців, заклопотаних нищенням його пам'яток історії і культури. Заклад отримав назву Музей Старого Петербурга.
12 грудня 1908 року було підписано «Декларацію про музей». Першим директором закладу став художник і критик Бенуа Олександр Миколайович, його спадкоємцем на директорській посаді був П. П. Вейнер.
Первісну експозицію відкрили 1910 року, місце для її розгортання — будинок на Кадетській лінії, буд. 21 Сюзора Павла Юлійовича (1844—1919), відомого в столиці діяча, академіка архітектури і викладача. Ще одна тематична колекція почала складатись в Домі міських закладів, але музей міста там так і не було створено.

## Підрадянський період
1918 року урядом більшовиків проведена перша реорганізація музею. Згідно з наказом Луначарського А. В. (1875—1933) музей перейменовано на «Музей Міста». А з назви закладу старанно прибрали слова «Санкт-Петербург». Зачинений музей відкрили наново, а з грудня 1918 р. його новим директором став Ільїн Лев Олександрович (1880—1942), відомий тоді архітектор. Ільїн був ще з 1909 року членом комітету при Музеї Старого Петербурга, з ініціативи якого 1923 року в місті створили Музей віджившого культу, куди переходили коштовності і мистецькі твори з закритих більшовиками соборів, монастирів і церков. Музей віджившого культу більшовики ліквідували 1928 року, а його колекції частково продані за кордон, а частково передані в новостворений Музей релігії і атеїзму.

## Реорганізації і продаж урядом СРСР експонатів за кордон
Реорганізації музейного закладу не припинялись без суттєвого поліпшення його праці. Більшовицький декрет Народного комісаріату просвіти від 1918 р. взагалі передбачав нову програму діяльності закладу і формування його фондів. Тут планували накопичувати архітектурну графіку, архітектурні моделі, картини і фото, обміри пам'яток архітектури міста і уламки архітектурного декору тощо. Музей Старого Петербурга підпорядкували новому закладу, що згодом привело до його зникнення. В Музей Міста передали цілі музейні збірки з невідкритого музею в Домі міських закладів, з військових і відомчих музеїв колишньої імперії, сюди прейшли залишки архіву колишнього Міністерства імператорського двору, де зберігали креслення архітекторів, що десятиліттями працювали по замовам російських імператорів. Діяльність музейного закладу почали спрямовувати не стільки на вивчення минулого і засоби збереження цього минулого, скільки на розробку нових засобів містобудування. Але це прерогатива архітектурних інститутів, а не музею, що було непрофесійним підходом. Тим не менше в 1923—1925 рр. при Музеї Міста запрацювало Бюро планування Петрограда (Ленінграда) під керівництвом Л. А. Ільїна — перший в СРСР заклад, котрий опікувався створенням Генерального плана міста Ленінград.
Під експозицію Музею Міста віддали колишній Анічков палац разом із службовими флігелями, а також будинок Серебряникових (наб. р. Фонтанки, 35), де розмістили відділ «Музей Старого Петербурга», колишній будинок графині Н. Ф. Карлової (наб. р. Фонтанки, 46). Ідеологічний тиск на музей, котрий почався в СРСР наприкінці 1920-х рр., агресивно позначився на долі як музею, так і його працівників. Більшість його експонатів була визнана непрофільними та гідними вилучення, частка працівників звільнена з посад, а 1928 року звільнили з посади і директора музею Л. А. Ільїна. Того ж 1928 року ліквідували експозицію в будинку графині Н. Ф. Карлової, 1930 року остаточно ліквідовано колишній «Музей Старого Петербурга», як і експозицію в будинку Серебряникових.
Вилучені музейні експонати і твори мистецтва хаотично передавали в нові російські музеї, а найбільш вартісні — продані на мистецьких аукціонах за кордоном. 23 січня 1929 року Московський уряд ухвалив рішення про збільшення експорту та продажу за кордоном антикваріату, книг та творів мистецтва, вперше накопичених в такій кількості в руках більшовицької держави і зовсім їй не потрібних. Всеросійський експортний фонд таким чином отримав і продав на закордонних аукціонах більшість унікальних експонатів Музею Міста. Серед них —
- бібліотека герцога Г. Г. Мекленбург-Стрелицького,
- мистецька колекція декоративно-ужиткового мистецтва особняка графині Н. Ф. Карлової,
- майно царської родини із унікальної Сервизної кладової колишнього Анічкова палацу тощо.

1931 року Музей Міста в черговий раз перейменували в «Музей соціалістичної реконструкції міста», а через два роки в «Музей-виставку будівництва і міського господарства». Анічков палац після ліквідації майна царської родини віддали під виставки. Але 1935 року Анічков палац забрали у музею і передали під Палац піонерів (!). Експозицію і архів музею згорнули і перенесли в підвальні приміщення колишнього Училища технічного малювання барона Штиглиця поряд з Інженерним замком.
1938 року — нове перейменування на «Музей історії і розвитку Ленінграда», а залишки експонатів розмістили в особняку Румянцева (Англійська набережна, тоді Червоного Флоту, буд. 44). В період 1951-1953 рр. музей ще двічі перейменовували без суттєвого поліпшення його роботи і стану.

## Новий етап

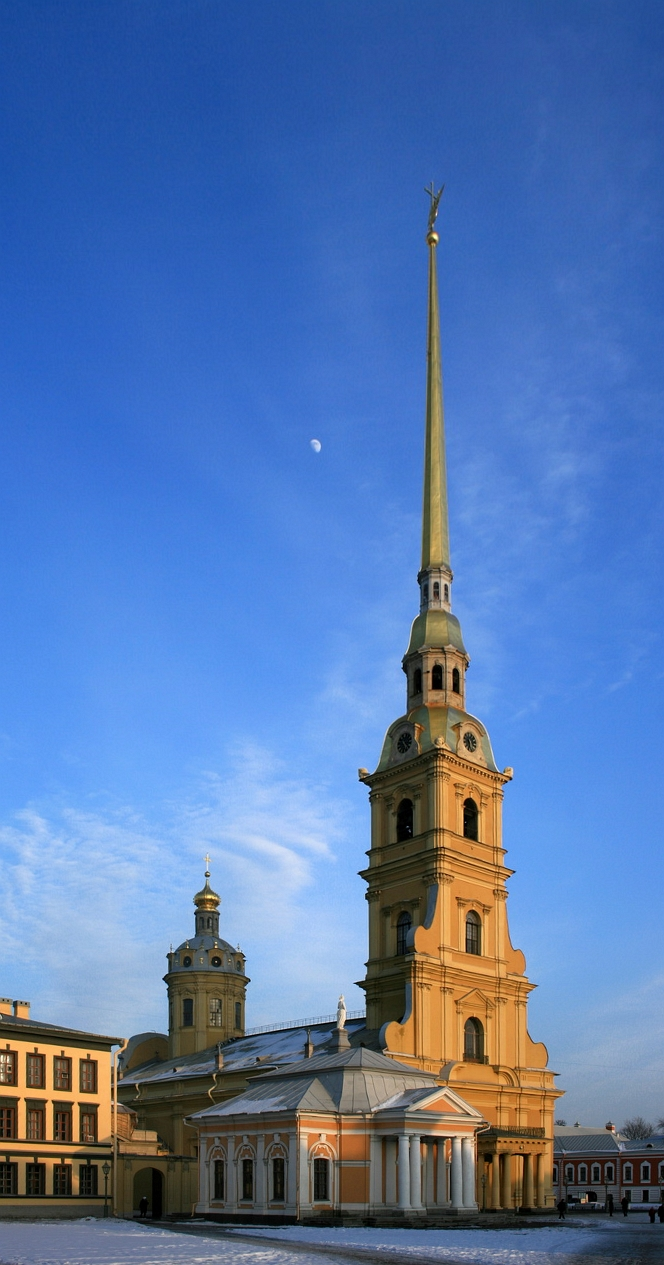
Ботний будинок на тлі Петропавлівського собору, фото 2009 р.

1954 року музей отримав декілька історичних споруд Петропавловської фортеці. Тоді до музею відійшли Петропавлівський собор, Великокнязівська усипальниця, Ботний будинок (де зберігали ботик царя Петра І), Трубецькой та Зотов бастіони.
1993 року, після повернення місту його історичного найменування перейменовано і заклад на «Державний музей історії Санкт-Петербурга»
Вилучення багатьох творів мистецтва, продаж їх на закордонних аукціонах, безглузда передача музейних експонатів в інші російські музеї значно понизили рівень музейних експонатів музею. Здебільшого в музеї зосереджені побутові речі мешканців міста, документи і фото, декілька архітектурних макетів, археологічні знахіди тощо.

## Філії музею
- Музей друкарства
- Петропавлівська фортеця
- Особняк Румянцева
- Музей-квартира О. О. Блока
- Музей-квартира С. М. Кірова
- Монумент героїчним захисникам Ленінграда
- Музей космонавтики і ракетної техніки імені В. П. Глушко

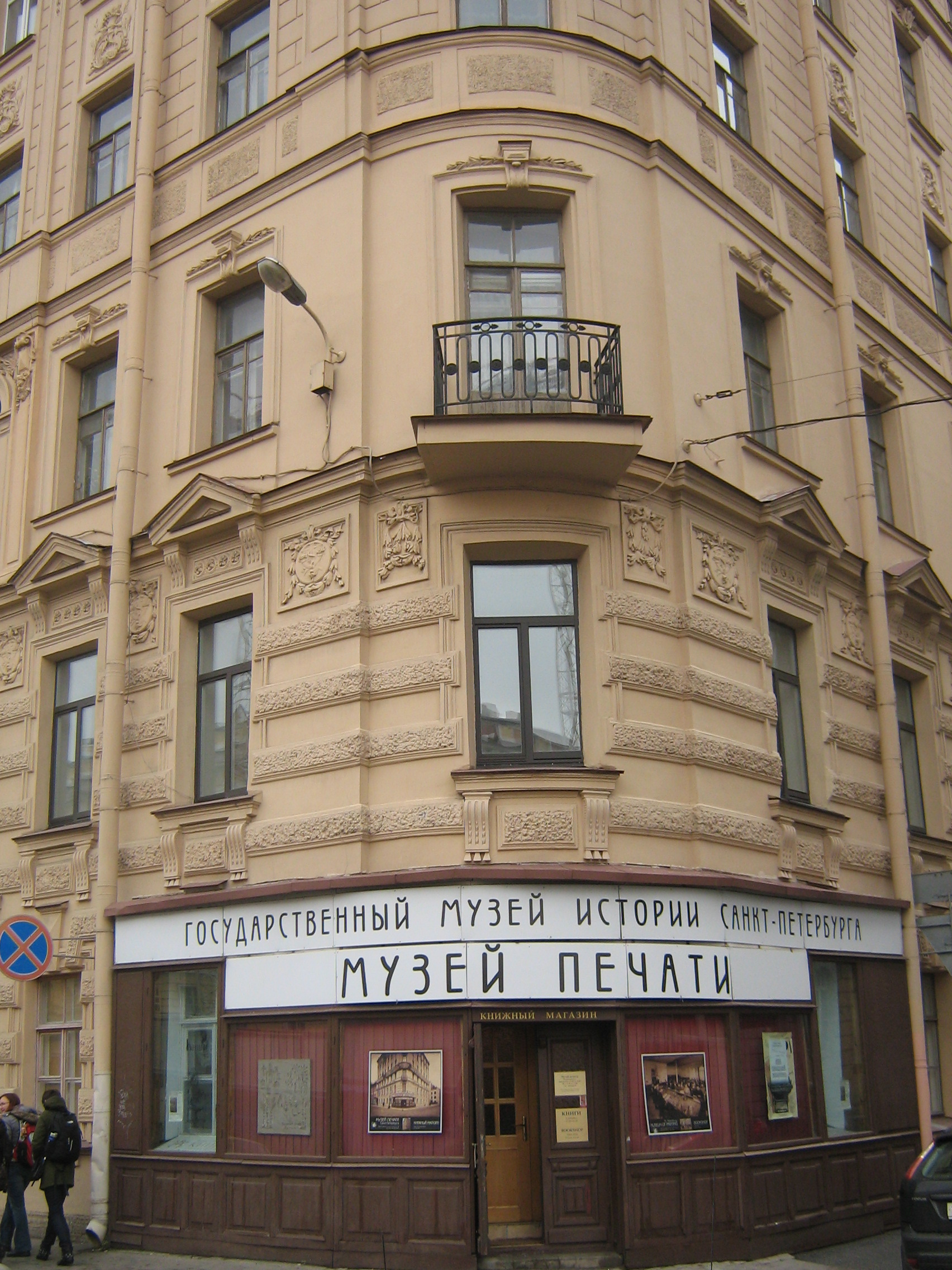
Музей друкарства
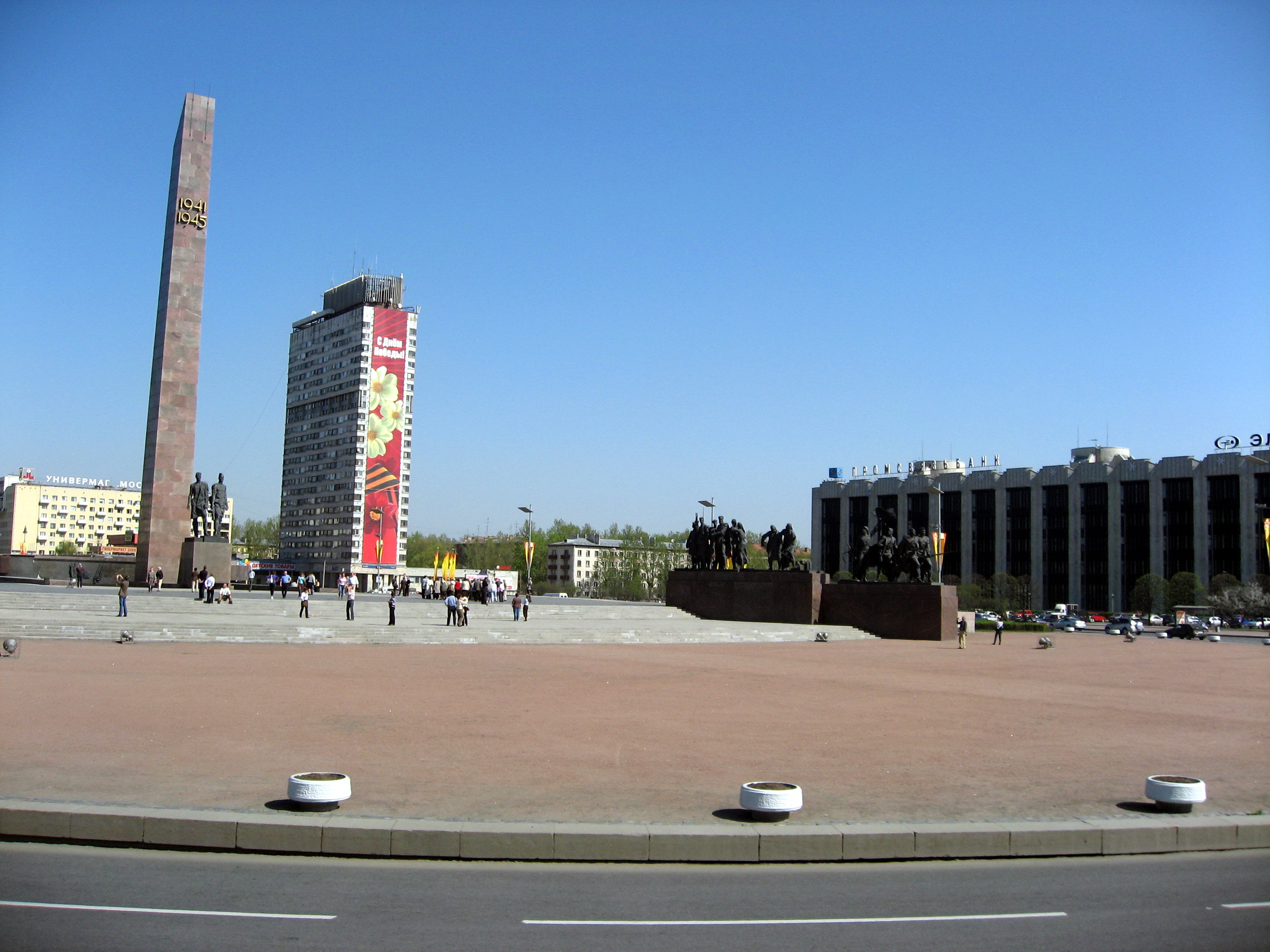
Монумент героїчним захисникам Ленінграда
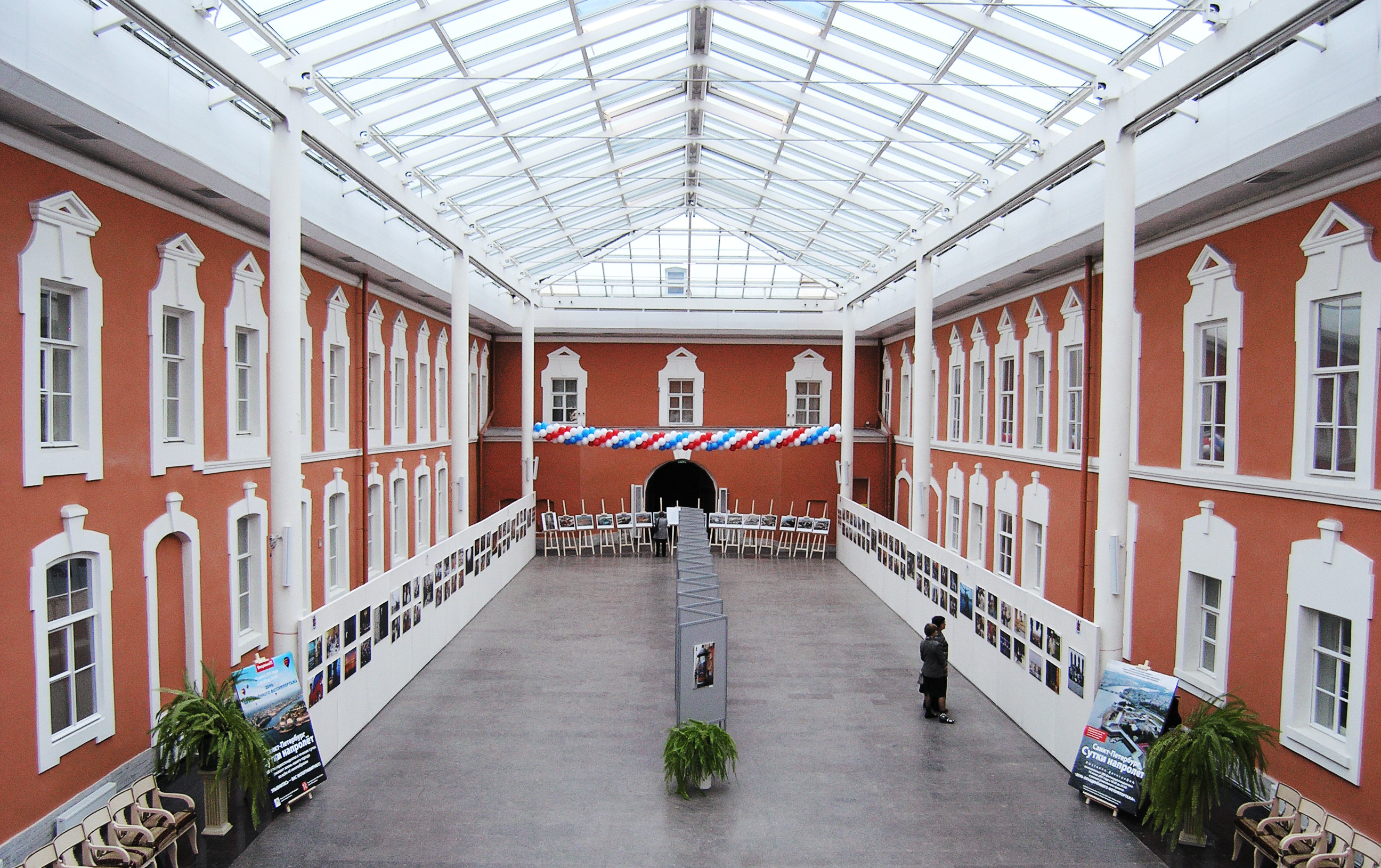
Дворик, Комендантський будинок
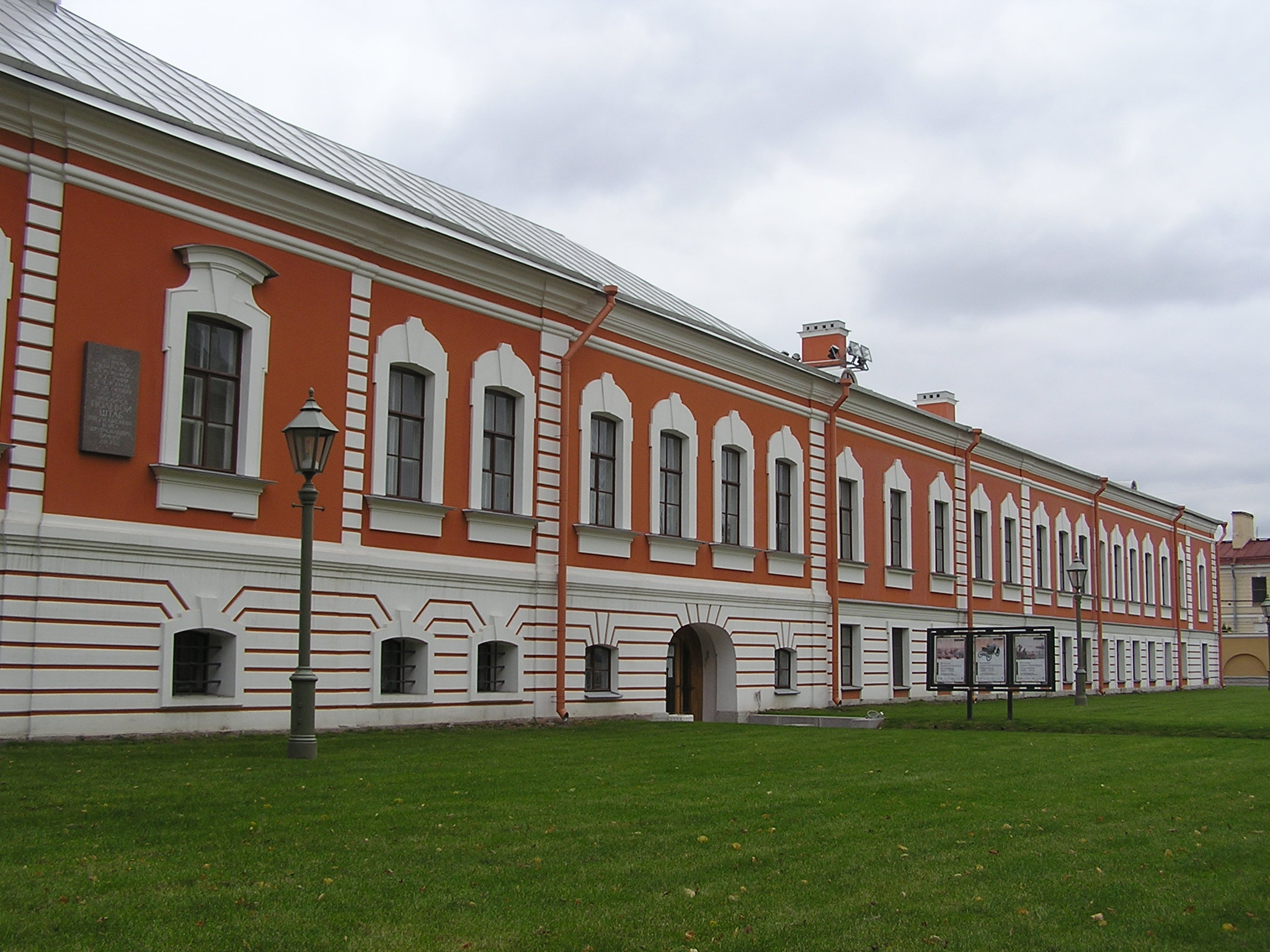
Петропавлівська фортеця, Комендантський будинок